# 新民主主义 (报刊)
《新民主主义》（葡萄牙語：A Nova Democracia，AND）是一份巴西政治报纸，2002年7月创刊於里约热内卢的科帕卡巴纳社区。有印刷版和双周刊兩個全国版本，每日新闻和政治分析的內容载于其电子版中。

## 内容
突出专题有《为土地而战》、《土著人民》、《新文化》、《拉丁美洲》、《民族解放斗争》、《政治犯》和《人民战争》，在报摊和互联网的版本上共有数十个专题。该报因《人民戰爭》專題而成为（主要是左派）获取印度、土耳其、秘鲁和菲律宾共产党正在进行的革命进程信息的主要参考资料。还闻名于其广泛宣传贫农联盟在土地冲突地区的农民运动、报道抗议和国家行动中侵犯人民权利的举动，例如对贫民窟，尤其是在里约热内卢的贫民窟的军事入侵，因而成为网络行动主义的典范。
在将近二十年的时间里，其发表了大量的媒体作品，甚至参与了文学和电影制作，包括短片和故事片。

## 历史

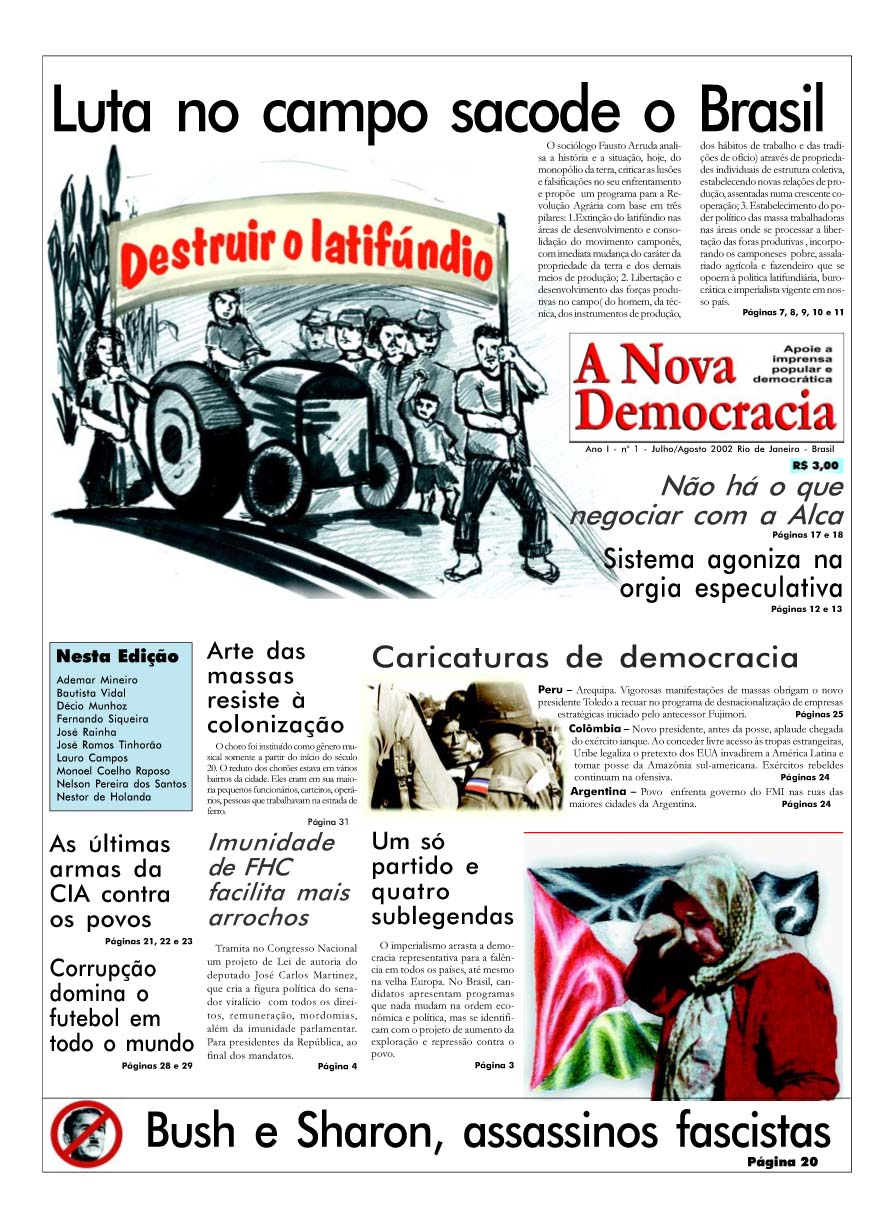
第一期和报纸的第一个版面（2002年）

其在2002年7月至8月的两周内推出了第一版，《新民主主义》将自己确立为一个独立的媒体工具，并将其最初总部的位置从科帕卡巴纳的附近改为在里约热内卢北部地区的圣克里斯托弗附近，因此在没有与工会中央、非政府组织或政党的任何直接联系的情况下维持自己。时至今日，其运作资金均来自销售、订阅和支持委员会。

## 争议
2019年10月，该报被列为里约热内卢州立大学（UERJ）一场活动的组织者。在这场活动中，来自社会运动的活动家和知识分子，包括贫农联盟（LCP）的代表和哲学家弗拉基米尔·萨法特勒，倡导以暴力起义来应对巴西的经济和政治危机。
2020年8月，其当时位于圣克里斯托弗街区的总部与另外两份左翼政治派别期刊：门户网站《桥梁新闻》和报纸《工人事业日记》成为查封的目标。后两家报纸遭受了虚拟攻击，其部分物理 IT 基础设施遭到破坏。

## 政治取向
社论声称是“民主的、大众的、民族的和反帝國主義的”。因为它与政党无关并且在制度性上采取激进立场，所以《新民主主义》也与抵制议会选举运动密切相关。

## 杰出贡献者
- 阿里皮奥·德·弗雷塔斯（编辑委员会）[20][21]
- 阿德里亚诺·贝纳永·多·阿马拉尔[22][23]
- 何赛·兰穆·提诺兰（编辑委员会）[24]
- 何塞·沃尔特·包蒂斯塔·比达尔[25]
- 罗纳尔多·施利希廷[26]
- 罗莎娜·邦德（编辑委员会；前主编）[27][28]
- 维拉·马拉古蒂·巴蒂斯塔[29]